# Sąd Konstytucyjny (Armenia)
Sąd Konstytucyjny (orm. Հայաստանի Հանրապետության սահմանադրական դատարան) – sąd konstytucyjny Armenii z siedzibą w Erywaniu.

## Opis
Sąd Konstytucyjny Armenii powstał na mocy konstytucji uchwalonej w 1995 roku. Działalność rozpoczął w kolejnym roku, po powołaniu składu sędziowskiego. Do jego uprawnień należy:
- orzekanie o zgodności ustaw Zgromadzenia Narodowego, dekretów i zarządzeń prezydenta oraz decyzji rządu i premiera z konstytucją;
- rozstrzyganie sporów kompetencyjnych między organami konstytucyjnymi;
- rozpatrywanie skarg dotyczących wyników wyborów i referendów;
- badanie zgodności umów międzynarodowych z konstytucją.

Sąd Konstytucyjny Armenii ma swój własny hymn, który skomponował w 2006 roku Rafael Papayan, były sędzia Sądu.

## Sędziowie
W skład Sądu Konstytucyjnego wchodzi 9 sędziów wybieranych przez Zgromadzenie Narodowe większością co najmniej 3/5 głosów. Prawo zgłaszania kandydatów na sędziów przysługuje: Prezydentowi, Rządowi i Ogólnemu Zgromadzeniu Sędziów. 3 sędziów Sądu Konstytucyjnego wybieranych jest na podstawie propozycji Prezydenta, 3 na podstawie propozycji Rządu i 3 na podstawie propozycji Ogólnego Zgromadzenia Sędziów. Ich kadencja trwa 12 lat i nie mogą zostać ponownie wybrani.

## Współpraca międzynarodowa
Sąd Konstytucyjny Armenii współpracuje m.in. z Komisją Wenecką oraz współtworzy Konferencję Europejskich Sądów Konstytucyjnych.